# آدم أنديرس
آدم أنديرس (بالإنجليزية: Adam Anders)‏ هو ملحن ومنتج أسطوانات أمريكي، ولد في 10 أكتوبر 1975 في ستوكهولم في السويد.

## وصلات خارجية
- آدم أنديرس على موقع IMDb (الإنجليزية)
- آدم أنديرس على موقع ميوزك برينز (الإنجليزية)
- آدم أنديرس على موقع ديسكوغز (الإنجليزية)
- آدم أنديرس على موقع قاعدة بيانات الفيلم (الإنجليزية)